# Бакинский филиал I Московского государственного медицинского университета им. И. М. Сеченова
Бакинский филиал I Московского государственного медицинского университета им. И. М. Сеченова является первым зарубежным филиалом МГМУ им. И.М. Сеченова. Ректором Бакинского филиала Сеченовского университета является доктор медицинских  наук, профессор Азиз Алиев.

## История
Бакинский филиал МГМУ им. И.М. Сеченова в Азербайджане был открыт 15 сентября 2015 года. Решение об открытии филиала было принято на встрече ректора университета Петра Глыбочко и Президента Азербайджана. 
Обучение в филиале осуществляется по учебным планам и программам Сеченовского университета, занятия проводятся на русском языке. Выпускникам Филиала выдаётся диплом Сеченовского университета. 
По данным 2018 года в Бакинском филиале образование получали 500 студентов. Определённая часть студентов проходит практику в московских клиниках, а также за рубежом. 
В 2020 году филиал объявил об открытии магистерской программы по специальности «Промышленная фармация».

## См.также
- Филиал МГУ имени М. В. Ломоносова в Баку